# Гвоздарёв, Василий Ионович
Василий Ионович Гвоздарёв — советский хозяйственный, государственный и политический деятель, Герой Социалистического Труда.

## Биография
Родился в 1924 году в станице Урюпинская. Член КПСС с 1945 года.
Участник Великой Отечественной войны, затем — на службе в Советской Армии. С 1952 года — на хозяйственной, общественной и политической работе. В 1952—1984 гг. — строитель на стройках Ленинграда, бригадир комплексной бригады строительного треста № 36, строительного треста № 47 «Кировстрой» Главзапстроя Министерства строительства СССР.
Указом Президиума Верховного Совета СССР от 5 сентября 1975 года присвоено звание Героя Социалистического Труда с вручением ордена Ленина и золотой медали «Серп и Молот».
Избирался депутатом Верховного Совета РСФСР 10-го созыва.
Жил в Санкт-Петербурге.